# John Dall
Pour les articles homonymes, voir Dall.
John Dall est un acteur américain, né le 26 mai 1920 à New York et mort le 15 janvier 1971.

## Biographie
Alors qu'il a dix ans, sa famille déménage à Panama pour le besoin professionnel de son père. Là, à quatorze ans, il se produit pour la première fois sur les planches, dans la comédie Yes Means No.
De retour aux États-Unis, il joue des pièces pour quelques petites compagnies, en publiant durant la même période des nouvelles sous le pseudonyme de Trendwell Vanderwall. Après avoir décroché une place fixe pour la compagnie de Clare Tree Mayor, il gagne Broadway où il se produit avec Aline MacMahon, Arthur Brian et Ruth Weston.
Son entrée dans le cinéma se fait après qu'un agent de la Warner Bros l'a repéré dans la pièce Eve of St. Mark, à la suite de son interprétation pour Zwiss West.
Sous contrat avec la grande maison de production, ses interprétations cinématographiques se situent surtout dans les années d'après-guerre, avec notamment une nomination pour le meilleur acteur dans un second rôle aux Oscars du cinéma de 1945 pour The Corn Is Green, d'Irving Rapper.
Parmi ses interprétations les plus remarquables au cinéma, il y a celles de l'assassin dans La Corde d'Alfred Hitchcock ou Le Démon des armes de Joseph H. Lewis.
Il meurt d'une crise cardiaque à Hollywood (Los Angeles) à l'âge de 50 ans.

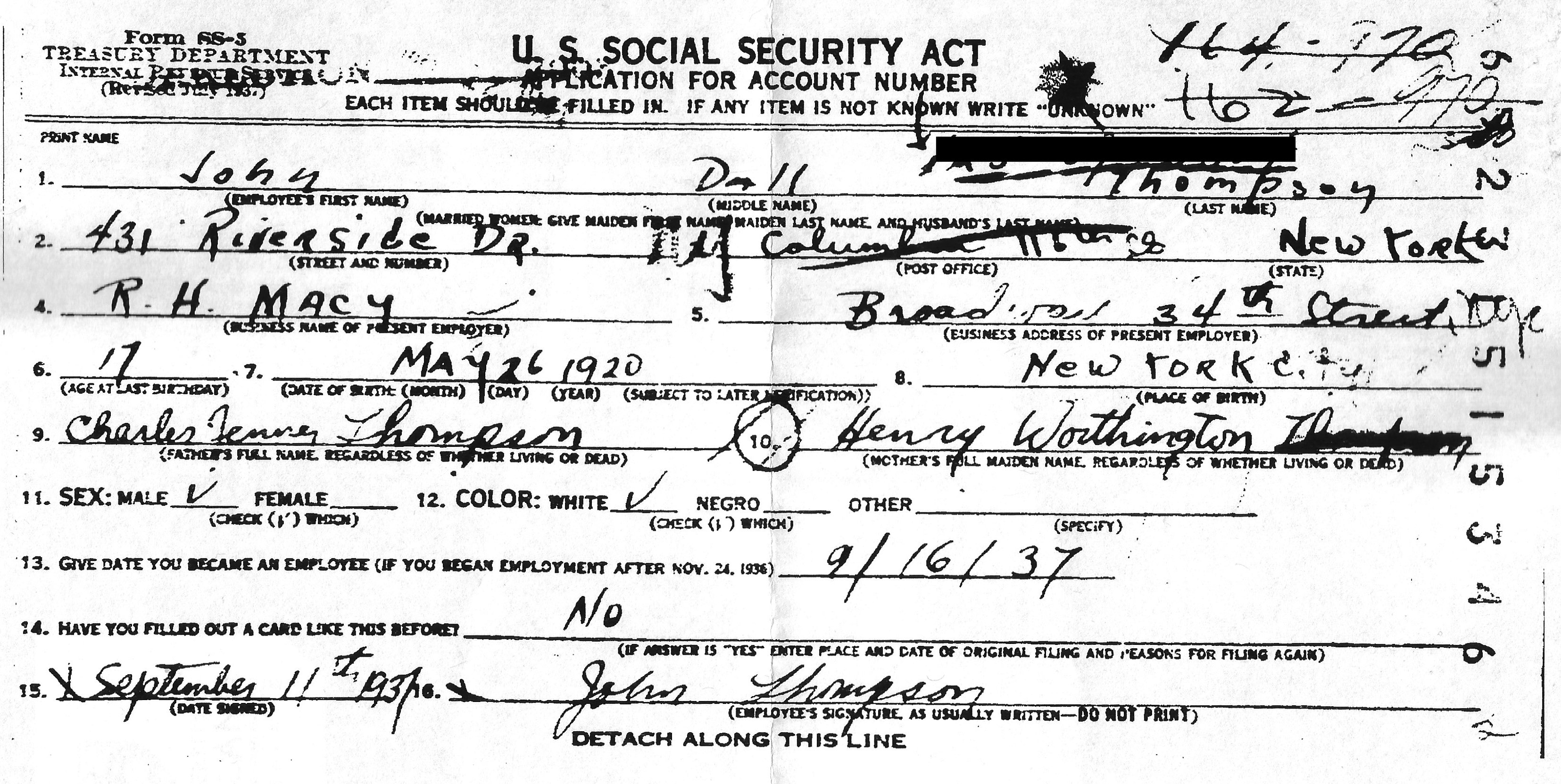
Formulaire de la sécurité sociale de John Dall prouvant son année de naissance (parfois contestée) en 1920

## Filmographie

### Cinéma
- 1945 : Le blé est vert (The Corn is green) d'Irving Rapper : Morgan Evans
- 1947 : Chansons dans le vent (Something in the Wind) d'Irving Pichel : Donald Read
- 1948 : Another Part of the Forest de Michael Gordon : John Bagtry
- 1948 : La Corde (Rope) d'Alfred Hitchcock : Brandon Shaw
- 1950 : Le Démon des armes (Deadly Is the Female ou Gun Crazy) de Joseph H. Lewis : Bart Tare
- 1950 : Captif de l'amour (The Man Who Cheated Himself) de Felix E. Feist : Andy Cullen
- 1960 : Spartacus de Stanley Kubrick : Glabrus
- 1961 : Atlantis, Terre engloutie (Atlantis, the Lost Continent) de George Pal : Zaren

### Télévision
- 1949 : The Chevrolet Tele-Theater (Miracle in the Rain) de Barry Bernard
- 1951 : Lights Out (Pit of the Dead)
- 1951 : The Clock, (A Right Smart Trick) de Fred Coe
- 1952 : Studio One (The Doctor's Wife)
- 1952 : Broadway Television Theater (Outward Bound)
- 1952 : Suspense (The Invisible Killer) de Robert Stevens et Robert Mulligan.
- 1953 : Broadway Television Theater (The Hasty Heart)
- 1954 : Suspense (The Tenth Reunion) de Robert Stevens et Robert Mulligan.
- 1958 : General Electric Theater (The Coward of Fort Bennett)
- 1959 : Schlitz Playhouse of Stars (And Practically Strangers)
- 1962 : Perry Mason (The Case of the Lonely Eloper) d'Arthur Marks.
- 1962 : Perry Mason (The Case of the Weary Watchdog) de Jesse Hibbs.
- 1963 : Perry Mason (The Case of the Reluctant Model) de Jesse Hibbs.
- 1965 : Perry Mason (The Case of the Laughing Lady)